# Notonecta lobata
Notonecta lobata är en insektsart som beskrevs av Hungerford 1925. Notonecta lobata ingår i släktet Notonecta och familjen ryggsimmare. Inga underarter finns listade i Catalogue of Life.